# Temporada 2017 del Campeonato Mundial de Turismos

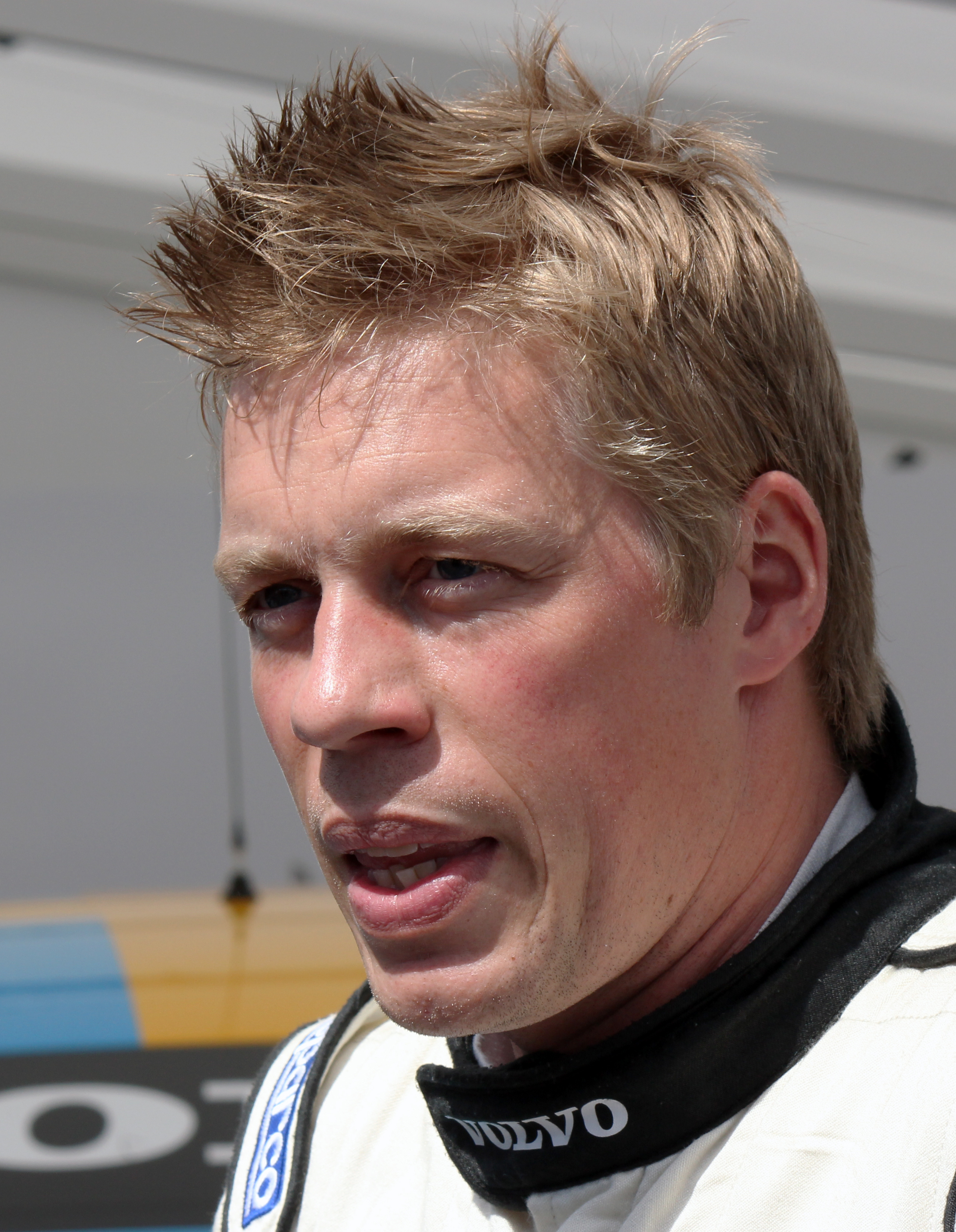
Thed Björk, campeón 2016.

La temporada 2017 del Campeonato Mundial de Turismos fue la decimocuarta temporada de dicha categoría y la decimotercera desde su reaparición en 2005. Constó de 20 carreras, empezando en Marruecos en el Circuito Internacional Moulay El Hassan el 9 de abril y finalizando en Catar, en el Circuito Internacional de Losail. La nueva temporada tiene nueva distribución de puntos.

## Equipos y pilotos
| Equipo                          | Automóvil               | N.º                | Pilotos            | Rondas             |
| Equipos de fábrica              | Equipos de fábrica      | Equipos de fábrica | Equipos de fábrica | Equipos de fábrica |
| ------------------------------- | ----------------------- | ------------------ | ------------------ | ------------------ |
| Honda Racing Team JAS           | Honda Civic WTCC        | 2                  | Gabriele Tarquini  | 7                  |
| Honda Racing Team JAS           | Honda Civic WTCC        | 5                  | Norbert Michelisz  | Todas              |
| Honda Racing Team JAS           | Honda Civic WTCC        | 18                 | Tiago Monteiro     | 1–6                |
| Honda Racing Team JAS           | Honda Civic WTCC        | 34                 | Ryo Michigami      | Todas              |
| Honda Racing Team JAS           | Honda Civic WTCC        | 86                 | Esteban Guerrieri  | 8–10               |
| Polestar Cyan Racing            | Volvo S60 Polestar TC1  | 61                 | Néstor Girolami    | 1–9                |
| Polestar Cyan Racing            | Volvo S60 Polestar TC1  | 62                 | Thed Björk         | Todas              |
| Polestar Cyan Racing            | Volvo S60 Polestar TC1  | 63                 | Nick Catsburg      | Todas              |
| Polestar Cyan Racing            | Volvo S60 Polestar TC1  | 64                 | Yvan Müller        | 10                 |
| Trofeo WTCC                     |                         |                    |                    |                    |
| Sébastien Loeb Racing           | Citroën C-Elysée WTCC   | 3                  | Tom Chilton        | Todas              |
| Sébastien Loeb Racing           | Citroën C-Elysée WTCC   | 25                 | Mehdi Bennani      | Todas              |
| Sébastien Loeb Racing           | Citroën C-Elysée WTCC   | 27                 | John Filippi       | Todas              |
| Sébastien Loeb Racing           | Citroën C-Elysée WTCC   | 30                 | Ma Qing Hua        | 9                  |
| RC Motorsport                   | Lada Vesta WTCC         | 4                  | Mak Ka Lok         | 9                  |
| RC Motorsport                   | Lada Vesta WTCC         | 22                 | Manuel Fernandes   | 5                  |
| RC Motorsport                   | Lada Vesta WTCC         | 24                 | Kevin Gleason      | 2–10               |
| RC Motorsport                   | Lada Vesta WTCC         | 26                 | Filipe de Souza    | 7–8                |
| RC Motorsport                   | Lada Vesta WTCC         | 68                 | Yann Ehrlacher     | Todas              |
| Zengő Motorsport                | Honda Civic WTCC        | 8                  | Aurélien Panis     | 1–5                |
| Zengő Motorsport                | Honda Civic WTCC        | 66                 | Zsolt Szabó        | 6–10               |
| Zengő Motorsport                | Honda Civic WTCC        | 99                 | Dániel Nagy        | Todas              |
| ROAL Motorsport                 | Chevrolet RML Cruze TC1 | 9                  | Tom Coronel        | Todas              |
| Campos Racing                   | Chevrolet RML Cruze TC1 | 11                 | Kris Richard       | 8, 10              |
| Campos Racing                   | Chevrolet RML Cruze TC1 | 44                 | Wong Po Wah        | 9                  |
| Campos Racing                   | Chevrolet RML Cruze TC1 | 86                 | Esteban Guerrieri  | 1–7                |
| Campos Racing                   | Chevrolet RML Cruze TC1 | 88                 | Chan Kin Pong      | 9                  |
| ALL-INKL.COM Münnich Motorsport | Citroën C-Elysée WTCC   | 12                 | Robert Huff        | Todas              |

- [25]

## Calendario
Italia y Macao retornan al WTCC, mientras en cambio, Francia, Rusia y Eslovaquia dejan la misma.
| Ronda | Carrera | Nombre de carrera    | Circuito                                       | Fecha           |
| ----- | ------- | -------------------- | ---------------------------------------------- | --------------- |
| 1     | 1       | Carrera de Marruecos | Circuito Internacional Moulay El Hassan        | 9 de abril      |
| 1     | 2       | Carrera de Marruecos | Circuito Internacional Moulay El Hassan        | 9 de abril      |
| 2     | 3       | Carrera de Italia    | Autodromo Nazionale di Monza, Monza            | 30 de abril     |
| 2     | 4       | Carrera de Italia    | Autodromo Nazionale di Monza, Monza            | 30 de abril     |
| 3     | 5       | Carrera de Hungría   | Hungaroring                                    | 14 de mayo      |
| 3     | 6       | Carrera de Hungría   | Hungaroring                                    | 14 de mayo      |
| 4     | 7       | Carrera de Alemania  | Nürburgring Nordschleife                       | 27 de mayo      |
| 4     | 8       | Carrera de Alemania  | Nürburgring Nordschleife                       | 27 de mayo      |
| 5     | 9       | Carrera de Portugal  | Circuito Internacional de Vila Real            | 25 de junio     |
| 5     | 10      | Carrera de Portugal  | Circuito Internacional de Vila Real            | 25 de junio     |
| 6     | 11      | Carrera de Argentina | Autódromo Internacional de Termas de Río Hondo | 16 de julio     |
| 6     | 12      | Carrera de Argentina | Autódromo Internacional de Termas de Río Hondo | 16 de julio     |
| 7     | 13      | Carrera de China     | Circuito Internacional de Ningbó               | 15 de octubre   |
| 7     | 14      | Carrera de China     | Circuito Internacional de Ningbó               | 15 de octubre   |
| 8     | 15      | Carrera de Japón     | Twin Ring Motegi                               | 29 de octubre   |
| 8     | 16      | Carrera de Japón     | Twin Ring Motegi                               | 29 de octubre   |
| 9     | 17      | Carrera de Macao     | Circuito da Guia, Macao                        | 19 de noviembre |
| 9     | 18      | Carrera de Macao     | Circuito da Guia, Macao                        | 19 de noviembre |
| 10    | 19      | Carrera de Catar     | Circuito Internacional de Losail               | 1 de diciembre  |
| 10    | 20      | Carrera de Catar     | Circuito Internacional de Losail               | 1 de diciembre  |

## Resultados y estadísticas

### Compensación de pesos
- Peso mínimo de 1,100 kg

| Auto                    | Marrakech | Monza  | Hungaroring | Nürburgring | Vila Real | Termas de Río Hondo | Ningbo | Motegi | Guia   | Losail |
| ----------------------- | --------- | ------ | ----------- | ----------- | --------- | ------------------- | ------ | ------ | ------ | ------ |
| Citroën C-Elysée WTCC   | +50 kg    | +50 kg | +60 kg      | +80 kg      | +80 kg    | +80 kg              | +50 kg | +40 kg | 0 kg   | +60 kg |
| Honda Civic WTCC        | 0 kg      | 0 kg   | +80 kg      | +70 kg      | +50 kg    | +60 kg              | +80 kg | +80 kg | +70 kg | +80 kg |
| Chevrolet RML Cruze TC1 | 0 kg      | 0 kg   | 0 kg        | +30 kg      | +20 kg    | 0 kg                | 0 kg   | +10 kg | +10 kg | +10 kg |
| Lada Vesta WTCC         | 0 kg      | 0 kg   | 0 kg        | 0 kg        | 0 kg      | 0 kg                | 0 kg   | 0 kg   | 0 kg   | +10 kg |
| Volvo S60 Polestar TC1  | 0 kg      | 0 kg   | +80 kg      | +80 kg      | +80 kg    | +60 kg              | +70 kg | +70 kg | +80 kg | +80 kg |

- [cita requerida]

### Carreras
| Carrera | Nombre de carrera    | Ganador MAC3 | Pole Position     | Vuelta rápida     | Piloto ganador    | Equipo ganador        | Fabricante ganador | Independiente ganador |
| ------- | -------------------- | ------------ | ----------------- | ----------------- | ----------------- | --------------------- | ------------------ | --------------------- |
| 1       | Carrera de Marruecos | Volvo        |                   | Dániel Nagy       | Esteban Guerrieri | Campos Racing         | Chevrolet          | Esteban Guerrieri     |
| 2       | Carrera de Marruecos | Volvo        | Tiago Monteiro    | Esteban Guerrieri | Tiago Monteiro    | Honda Racing Team JAS | Honda              | Tom Chilton           |
| 3       | Carrera de Italia    | Volvo        |                   | Thed Björk        | Tom Chilton       | Sébastien Loeb Racing | Citroën            | Tom Chilton           |
| 4       | Carrera de Italia    | Volvo        | Thed Björk        | Thed Björk        | Thed Björk        | Polestar Cyan Racing  | Volvo              | Robert Huff           |
| 5       | Carrera de Hungría   | Honda        |                   | Esteban Guerrieri | Tiago Monteiro    | Honda Racing Team JAS | Honda              | Tom Chilton           |
| 6       | Carrera de Hungría   | Honda        | Robert Huff       | Robert Huff       | Mehdi Bennani     | Sébastien Loeb Racing | Citroën            | Mehdi Bennani         |
| 7       | Carrera de Alemania  | Volvo        |                   | Tom Chilton       | Thed Björk        | Polestar Cyan Racing  | Volvo              | Mehdi Bennani         |
| 8       | Carrera de Alemania  | Volvo        | Norbert Michelisz | Nick Catsburg     | Nick Catsburg     | Polestar Cyan Racing  | Volvo              | Robert Huff           |
| 9       | Carrera de Portugal  | Volvo        |                   | Norbert Michelisz | Mehdi Bennani     | Sébastien Loeb Racing | Citroën            | Mehdi Bennani         |
| 10      | Carrera de Portugal  | Volvo        | Norbert Michelisz | Robert Huff       | Norbert Michelisz | Honda Racing Team JAS | Honda              | Robert Huff           |
| 11      | Carrera de Argentina | Volvo        |                   | Thed Björk        | Yann Ehrlacher    | RC Motorsport         | Lada               | Yann Ehrlacher        |
| 12      | Carrera de Argentina | Volvo        | Nick Catsburg     | Nick Catsburg     | Norbert Michelisz | Honda Racing Team JAS | Honda              | Esteban Guerrieri     |
| 13      | Carrera de China     | Volvo        |                   | Esteban Guerrieri | Esteban Guerrieri | Campos Racing         | Chevrolet          | Esteban Guerrieri     |
| 14      | Carrera de China     | Volvo        | Néstor Girolami   | Zsolt Szabó       | Néstor Girolami   | Polestar Cyan Racing  | Volvo              | Tom Chilton           |
| 15      | Carrera de Japón     | Honda        |                   | Tom Chilton       | Tom Chilton       | Sébastien Loeb Racing | Citroën            | Tom Chilton           |
| 16      | Carrera de Japón     | Honda        | Norbert Michelisz | Nick Catsburg     | Norbert Michelisz | Honda Racing Team JAS | Honda              | Mehdi Bennani         |
| 17      | Carrera de Macao     | Honda        |                   | Robert Huff       | Mehdi Bennani     | Sébastien Loeb Racing | Citroën            | Mehdi Bennani         |
| 18      | Carrera de Macao     | Honda        | Robert Huff       | Ma Qing Hua       | Robert Huff       | ALL-INKL.COM MM       | Citroën            | Robert Huff           |
| 19      | Carrera de Catar     | Volvo        |                   | Mehdi Bennani     | Tom Chilton       | Sébastien Loeb Racing | Citroën            | Tom Chilton           |
| 20      | Carrera de Catar     | Volvo        | Esteban Guerrieri | Esteban Guerrieri | Esteban Guerrieri | Honda Racing Team JAS | Honda              | Robert Huff           |

- Fuente: motorsport.com[25]

### Campeonato

#### Campeonato de Pilotos
| Pos. | Piloto            | MAR | MAR | ITA | ITA | HUN | HUN  | GER | GER | POR | POR | ARG | ARG | CHN | CHN  | JPN | JPN  | MAC | MAC | QAT | QAT | Puntos |
| ---- | ----------------- | --- | --- | --- | --- | --- | ---- | --- | --- | --- | --- | --- | --- | --- | ---- | --- | ---- | --- | --- | --- | --- | ------ |
| 1    | Thed Björk        | 2   | 7   | 5   | 1   | NC  | 7    | 1   | 45  | 3   | 23  | 6   | 35  | NC  | 2    | 4   | 5    | 4   | 54  | 5   | 4   | 283.5  |
| 2    | Norbert Michelisz | 5   | 23  | NC  | 6   | NC  | 4    | 7   | 21  | 7   | 1   | 14  | 12  | DSQ | DSQ  | 7   | 1    | 5   | 2   | 9   | 8   | 255    |
| 3    | Tom Chilton       | 7   | 5   | 1   | Ret | 2   | 3    | 4   | 5   | 4   | 6   | 4   | 7   | Ret | 34   | 1   | 10   | 8   | 3   | 1   | 5   | 248.5  |
| 4    | Esteban Guerrieri | 1   | 13  | 4   | 8   | 6   | 63   | 5   | 8   | Ret | 8   | 3   | 4   | 1   | 45   | 3   | 4    | 6   | 45  | 10  | 1   | 241    |
| 5    | Nick Catsburg     | 4   | 4   | 8   | 4   | 5   | 24   | 6   | 12  | 5   | 45  | 15  | 161 | 3   | 5    | 9   | 2    | 9   | 13  | 8   | 32  | 238.5  |
| 6    | Mehdi Bennani     | 3   | 65  | NC  | 7   | 7   | 12   | 2   | 6   | 1   | 7   | 2   | 5   | NC  | 11   | 5   | 6    | 1   | 7   | 2   | Ret | 234    |
| 7    | Robert Huff       | Ret | 94  | 2   | 3   | 3   | 101  | 3   | 3   | 6   | 52  | 7   | 9   | Ret | 12†3 | 8   | 11   | 7   | 1   | 7   | 23  | 215    |
| 8    | Tiago Monteiro    | 6   | 1   | 3   | 2   | 1   | 5    | 15  | 134 | 2   | 34  | 5   | 23  |     |      |     |      |     |     |     |     | 200    |
| 9    | Néstor Girolami   | 9   | 32  | NC  | 5   | 4   | Ret5 | Ret | DNS | 8   | 9   | 16  | 6   | Ret | 1    | 11  | 3    | 13  | 9   |     |     | 112    |
| 10   | Yann Ehrlacher    | Ret | 12  | 11  | 9   | 8   | 8    | 9   | 9   | 9   | 11  | 1   | 8   | 2   | 8    | 2   | 7    | 12  | 14  | 13  | 12  | 90     |
| 11   | Tom Coronel       | 8   | 8   | 6   | 11  | 9   | 9    | 8   | 7   | DNS | DNS | 9   | 10  | 7†  | 9    | 13  | 13   | 2   | 6   | 11  | 11  | 69     |
| 12   | John Filippi      | NC  | 11  | 7   | 10  | 14† | 11   | 10  | 10  | 10  | 10  | 8   | 12  | 4   | 6    | 12  | 9    | 11  | 16  | 4   | 9   | 48     |
| 13   | Kevin Gleason     |     |     | 9   | 13  | 12  | 12   | 12  | 11  | Ret | 12  | 11  | 13  | 5   | 7    | 6   | 8    | 10  | 8   | 3   | 14  | 47.5   |
| 14   | Ryo Michigami     | Ret | 10  | Ret | Ret | 11  | 13   | 11  | Ret | Ret | 13  | 10  | 11  | DSQ | DSQ  | 10  | Ret5 | 3   | 15  | 14  | 10  | 20     |
| 15   | Yvan Muller       |     |     |     |     |     |      |     |     |     |     |     |     |     |      |     |      |     |     | 6   | 75  | 16     |
| 16   | Kris Richard      |     |     |     |     |     |      |     |     |     |     |     |     |     |      | 14  | 12   |     |     | 12  | 6   | 10     |
| 17   | Filipe de Souza   |     |     |     |     |     |      |     |     |     |     |     |     | 6   | 10   | 16  | 15   |     |     |     |     | 8.5    |
| 18   | Aurélien Panis    | 10  | Ret | DNS | 12  | 10  | 14   | 13  | 12  | 11  | 16† |     |     |     |      |     |      |     |     |     |     | 2      |
| 19   | Dániel Nagy       | 11† | 14  | 10  | Ret | 13  | Ret  | 14  | Ret | 13  | 14  | 12  | 14  | DSQ | DSQ  | 15  | 14   | 15  | 11  | 15  | 13  | 1      |
| 20   | Zsolt Szabó       |     |     |     |     |     |      |     |     |     |     | 13  | 15  | DSQ | DSQ  | 17  | 16   | 16  | 10  | 16  | 15  | 1      |
| 21   | Ma Qing Hua       |     |     |     |     |     |      |     |     |     |     |     |     |     |      |     |      | 14  | 12  |     |     | 0      |
| 22   | Manuel Fernandes  |     |     |     |     |     |      |     |     | 12  | 15  |     |     |     |      |     |      |     |     |     |     | 0      |
| 23   | Mak Ka Lok        |     |     |     |     |     |      |     |     |     |     |     |     |     |      |     |      | 17  | 17  |     |     | 0      |
| 24   | Wong Po Wah       |     |     |     |     |     |      |     |     |     |     |     |     |     |      |     |      | 18  | DNS |     |     | 0      |
| 25   | Chan Kin Pong     |     |     |     |     |     |      |     |     |     |     |     |     |     |      |     |      | WD  | WD  |     |     | 0      |
| -    | Gabriele Tarquini |     |     |     |     |     |      |     |     |     |     |     |     | DSQ | DSQ  |     |      |     |     |     |     | -      |
| Pos. | Piloto            | MAR | MAR | ITA | ITA | HUN | HUN  | GER | GER | POR | POR | ARG | ARG | CHN | CHN  | JPN | JPN  | MAC | MAC | QAT | QAT | Puntos |

| Color     | Resultado                                                               |
| --------- | ----------------------------------------------------------------------- |
| Oro       | Ganador                                                                 |
| Plata     | 2.ª plaza                                                               |
| Bronce    | 3.ª plaza                                                               |
| Verde     | Finalizó en los puntos                                                  |
| Azul      | Finalizó sin puntos                                                     |
| Azul      | NC - No clasificado                                                     |
| Violeta   | Ret - No terminó (Carrera)                                              |
| Rojo      | DNQ - No se clasificó                                                   |
| Negro     | DSQ - Descalificado                                                     |
| Blanco    | DNS - No empezó (carrera)                                               |
| Blanco    | WD - Retirado (fin de semana)                                           |
| Blanco    | C - Carrera cancelada                                                   |
| Sin color | DNP - Inscrito pero no participó                                        |
| Sin color | INJ - Lesionado                                                         |
| Sin color | EX - Excluido                                                           |
| Estado    | Resultado                                                               |
| Negrita   | Pole position                                                           |
| Cursiva   | Vuelta rápida                                                           |
| †         | Abandona, pero clasifica al completar el porcentaje requerido para ello |

- † – El piloto no completa la carrera, pero se clasifica al haber completado más del 75% de la distancia de la carrera.

- Fuente: motorsport.com[25]

Los puntos se otorgan de la siguiente manera:
| Posición                   | 1.º | 2.º | 3.º | 4.º | 5.º | 6.º | 7.º | 8.º | 9.º | 10.º |
| Puntos carrera de apertura | 25  | 18  | 15  | 12  | 10  | 8   | 6   | 4   | 2   | 1    |
| Puntos carrera principal   | 30  | 23  | 19  | 16  | 13  | 10  | 7   | 4   | 2   | 1    |

Notas
- 1 2 3 4 5 se refiere a la clasificación de los pilotos después de la fase de clasificación para la carrera principal (segunda carrera), donde se otorgan puntos de bonificación 5–4–3–2–1.

#### Campeonato de Fabricantes
| Pos. | Fabricante     | MAR | MAR | MAR | ITA | ITA | ITA | HUN | HUN | HUN | GER | GER | GER | POR | POR | POR | ARG | ARG | ARG | CHN | CHN | CHN | JPN | JPN | JPN | MAC | MAC | MAC | QAT | QAT | QAT | Puntos |
| Pos. | Fabricante     | M   | R1  | R2  | M   | R1  | R2  | M   | R1  | R2  | M   | R1  | R2  | M   | R1  | R2  | M   | R1  | R2  | M   | R1  | R2  | M   | R1  | R2  | M   | R1  | R2  | M   | R1  | R2  | Puntos |
| ---- | -------------- | --- | --- | --- | --- | --- | --- | --- | --- | --- | --- | --- | --- | --- | --- | --- | --- | --- | --- | --- | --- | --- | --- | --- | --- | --- | --- | --- | --- | --- | --- | ------ |
| 1    | Volvo Polestar | 1   | 1   | 32  | 1   | 2   | 1   | 2   | 2   | 1   | 1   | 1   | 12  | 1   | 2   | 2   | 1   | 2   | 31  | 1   | 1   | 1   | 2   | 2   | 2   | 2   | 2   | 32  | 1   | 1   | 2   | 908.5  |
| 1    | Volvo Polestar | 1   | 2   | 4   | 1   | 3   | 3   | 2   | 3   | 42  | 1   | 2   | 34  | 1   | 3   | 4   | 1   | 4   | 4   | 1   | NC  | 2   | 2   | 4   | 3   | 2   | 4   | 4   | 1   | 2   | 3   | 908.5  |
| 2    | Honda          | 2   | 3   | 1   | 2   | 1   | 2   | 1   | 1   | 23  | 2   | 3   | 21  | 2   | 1   | 1   | 2   | 1   | 12  | DSQ | DSQ | DSQ | 1   | 1   | 1   | 1   | 1   | 1   | 2   | 3   | 1   | 880    |
| 2    | Honda          | 2   | 4   | 23  | 2   | 4   | 4   | 1   | 4   | 34  | 2   | 4   | 43  | 2   | 4   | 3   | 2   | 3   | 23  | DSQ | DSQ | DSQ | 1   | 3   | 4   | 1   | 3   | 23  | 2   | 4   | 4   | 880    |
| Pos. | Fabricante     | MAR | MAR | MAR | ITA | ITA | ITA | HUN | HUN | HUN | GER | GER | GER | POR | POR | POR | ARG | ARG | ARG | CHN | CHN | CHN | JPN | JPN | JPN | MAC | MAC | MAC | QAT | QAT | QAT | Puntos |

Notas
Solo los dos coches mejor clasificados de cada fabricante suman puntos.
- 1 2 3 4 5 se refiere a la clasificación de los pilotos para la carrera principal, en los que se conceden puntos de bonificación 5–4–3–2–1. Los puntos solo se concedieron a los dos coches más rápidos de cada fabricante.

En MAC3 los puntos se conceden si 3 coches de la misma marca terminan dentro de un hueco de 15 segundos. EN MAC3 los puntos se otorgarán de la siguiente manera:
| Posición | 1.° | 2.º | 3.º |
| Puntos   | 12  | 8   | 6   |